# Cibunar (Rancakalong)
Cibunar is een bestuurslaag in het regentschap Sumedang van de provincie West-Java, Indonesië. Cibunar telt 2740 inwoners (volkstelling 2010).